# Chi Căm xe
Xylia là một chi thực vật có hoa trong họ Đậu.

## Các loài
- Xylia africana Harms
- Xylia evansii Hutch.
- Xylia fraterna (Vatke) Drake
- Xylia ghesquierei Robyns
- Xylia hoffmannii (Vatke) Drake
- Xylia mendoncae Torre (tìm thấy ở Mozambique)
- Xylia schliebenii Harms
- Xylia torreana Brenan (tìm thấy ở Malawi, Mozambique, Nam Phi, và Zimbabwe)
- Xylia xylocarpa (Roxb.) Taub. (tìm thấy ở Indochina)

Và một loài chưa được giải quyết:
- Xylia perieri Drake

## Hình ảnh

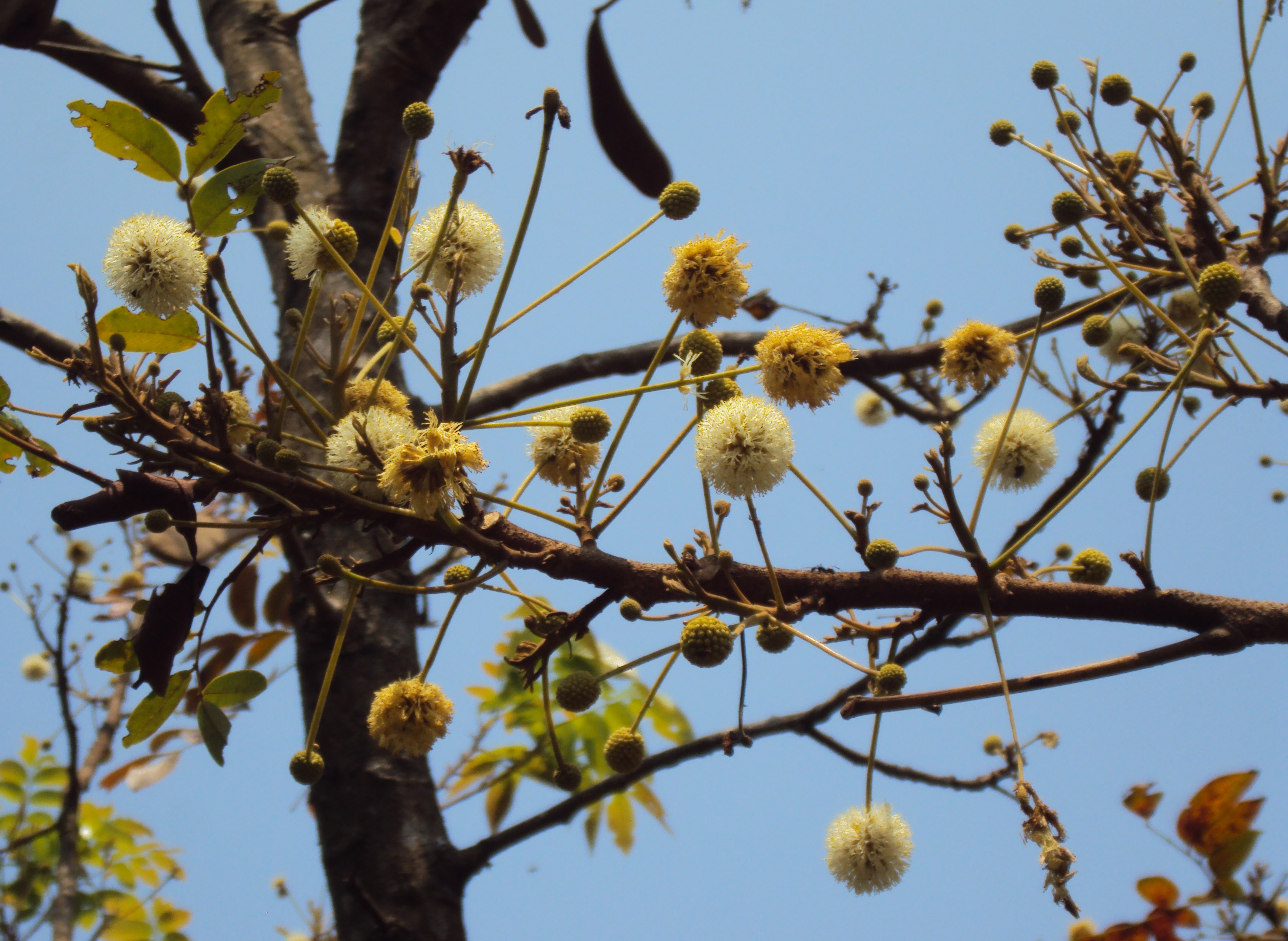